# Amigos x siempre
Amigos x siempre (no Brasil: Amigos Para Sempre) é uma telenovela mexicana produzida por Rosy Ocampo para a Televisa e exibida pelo Canal de las Estrellas entre 10 de janeiro a 16 de junho de 2000, substituindo Cuento de Navidad e sendo substituída por Carita de ángel.
A trama foi protagonizada por Belinda , Martín Ricca, Ernesto Laguardia e Adriana Fonseca (sendo substituída por Lourdes Reyes), com atuação estrelar de Carmen Montejo e antagonizada por Odiseo Bichir, Rebeca Mankita, Germán Robles, Yolanda Mérida, Christopher Uckermann, Naydelin Navarrete e Grisel Margarita

## Enredo
A história ocorre em torno do Instituto Vidal, um colégio tradicional e conservador. O colégio possui uma educação bastante rígida e a um nível quase militar, sendo que meninos e meninas são separados por meio de um muro. O Instituto é dirigido por Júlia Vidal (Carmen Montejo) e que foi fundado por seu marido Eduardo Vidal, sendo que ela está no comando do colégio desde sua morte. Júlia é uma mulher fria e infeliz pela morte de Eduardo e de sua filha Laura (Susan Vohn), além da falta de apoio e o afastamento de seu filho Salvador (Ernesto Laguardia). Ele é um músico bem sucedido que viveu por muitos anos nos Estados Unidos, após ter tido vários desentendimentos com Júlia e por discordar de suas atitudes. Ela não aprovava a ideia de que Salvador seguisse na carreira musical, assim como as mudanças que ele pretendia fazer no colégio. Ele é pai adotivo de Pedro (Martín Ricca) e vive com Amanda (Rebeca Mankita), sua empresária e responsável legal pela guarda de Pedro.
Laura deixou uma filha chamada Ana (Belinda), que mora com a avó Júlia e seu pai Francisco (Odiseo Bichir). Ela é uma menina triste e reclusa por conta da morte da sua mãe e pela falta de atenção por parte de Francisco. Ele é contador do Instituto Vidal, sendo um homem sórdido e pouco confiável. Casou com Laura apenas por interesse, pois seu único objetivo é assumir o comando do colégio e se apossar da fortuna de Júlia. Salvador sempre desconfiou de seus planos, mas sua mãe nunca quis ouvi-lo e defendia cegamente Francisco. No intuito de concretizar seus objetivos, Francisco namora Melissa (Adriana Fonseca), a bibliotecária do colégio, ela é a melhor amiga de Ana e não concorda com o tratamento dado por Francisco à menina.
Ao voltar dos Estados Unidos, em virtude dos problemas de saúde de sua mãe, Salvador se apaixona por Melissa e torna-se um grande inimigo de Francisco que o vê como uma potencial ameaça para seus planos, pois ao retornar ele busca se reconciliar com Júlia e convencê-la a se afastar do Instituto para tratar de sua saúde. Fazendo com que aos poucos ele consiga a aprovação dela para colocar em prática grandes mudanças na educação rígida da escola, o que será visto com grande resistência por professores e o tirano inspetor Natanael (Germán Robles) que se alia a Francisco no intuito de evitar o sucesso do filho de Júlia. Pedro e Ana se tornam grandes amigos e buscam mobilizar todos os alunos do instituto para que manifestem apoio as ideias de Salvador.

## Produção
Foi a segunda novela do gênero infantil na carreira da produtora Rosy Ocampo, que havia obtido bastante êxito com a novela O Diário de Daniela. Martín Ricca, Christopher Uckermann e o veterano Odiseo Bichir, que haviam colaborado com o projeto anterior de Ocampo, retornavam nesta nova produção. Assim como na novela protagonizada por Daniela Luján, Amigos Para Sempre foi marcada por um enredo que envolve aventuras, emoções, lições de amizade e música.
Belinda, que foi intérprete de Ana e protagonista da trama, foi a grande revelação da trama. Além de motivo de comparação e rivalidade com Daniela Luján, que mais tarde na novela Cómplices al rescate (outra produção de Rosy Ocampo), ficaria com os papéis de Belinda, que abandonou a produção por questões de agenda. Adriana Fonseca, atriz que interpretou Melissa (par romântico de Salvador), foi muito criticada pela imprensa mexicana por sua má atuação, e logo foi dispensada pelos diretores da novela devido aos seus atrasos para as gravações. Sendo escolhida como substituta a atriz Lourdes Reyes, entretanto a personagem passou a ter menos participação nos capítulos restantes.
A novela sensibilizou o público ao abordar a síndrome de Down, através do ator Pablo Tableros que sofria com com a síndrome na vida real. Durante a exibição no Brasil, alguns críticos brasileiros de televisão elogiaram a abordagem do tema pela produção mexicana. Até então, um assunto pouco explorado pelos folhetins. Na TV Brasileira o tema seria tratado com grande destaque somente alguns anos mais tarde, na novela Páginas da Vida da Rede Globo.
Apesar da boa recepção, a novela recebeu duras críticas de pedagogos e educadores por apresentar fortes cenas de violência e agressão, impróprias para crianças e adolescentes. Uma das cenas que mais teria causado impacto mostrava o inspetor do colégio matando o hamster de estimação de um dos alunos para castigá-lo, afogando o animal em um recipiente com água.

## Elenco

### Principal
| Ator/Atriz            | Personagem                      |
| --------------------- | ------------------------------- |
| Belinda               | Ana                             |
| Martín Ricca          | Pedro Vidal Naredo              |
| Adriana Fonseca       | Melissa Escobar                 |
| Lourdes Reyes         | Melissa Escobar                 |
| Ernesto Laguardia     | Salvador Vidal Ruvalcaba        |
| Carmen Montejo        | Júlia Ruvalcaba de Vidal        |
| Rebeca Mankita        | Amanda Naredo                   |
| Odiseo Bichir         | Francisco Capístran             |
| Yolanda Mérida        | Brígida Escobar                 |
| Vanessa Angers        | Claudia Hernández               |
| Marcela Páez          | Isabel Egurrola                 |
| Juan Carlos Bonet     | Xavier Egurrola                 |
| Julio Mannino         | Marco                           |
| Oscar Traven          | Ernesto Sánchez Galvão          |
| Bárbara Ferré         | Nina Sánchez Galvão             |
| Héctor Ortega         | Cristiano Avila                 |
| Christopher Uckermann | Santiago del Valle              |
| Daniela Mercado       | Lourdes Egurrola                |
| Grisel Margarita      | Patricia 'Patty' Hernández      |
| Mickey Santana        | Gilberto Sánchez Galvão         |
| Naydelin Navarrete    | Renata Sánchez Galvão           |
| Ronald Duarte         | Rafael 'Bolinha' Núñez Zaldívar |
| Oscar Larios          | João 'O Sete Léguas'            |
| Pablo Tableros        | Carlos 'Carlinhos' Egurrola     |
| Germán Robles         | Inspetor Natanael Güemes        |
| Julio Monterde        | Professor Félix                 |
| Lucía Guilman         | Professora Victoria             |
| Humberto Dupeyrón     | Professor Araulfo               |
| Francisco Rossell     | Professor Gonçalves             |
| Lisette Sáez          | Merlina                         |
| Isaac Castro          | Aluno do sexto ano              |
| Eugenio Bartilotti    | Agente 000                      |
| Gerardo Camarena      | Agente 001                      |

### Participações especiais
| Ator/Atriz          | Personagem                         |  |
| ------------------- | ---------------------------------- |  |
| Karla Álvarez       | Ela Mesma                          |  |
| Susan Vohn          | Laura Vidal Ruvalcaba de Capístran |  |
| Maripaz García      | Elizabeth                          |  |
| Esteban Franco      | Cúmplice de Francisco              |  |
| Mariagna Prats      | Olga                               |  |
| Ariel López Padilla | Pai de Ana                         |  |
| Oscar Morelli       | Máximo Luján                       |  |
| Héctor Gómez        | Professor Afonso                   |  |
| Raúl Magaña         | Geraldo                            |  |

## Exibição no Brasil
Foi exibida no Brasil no horário da tarde pelo SBT entre 13 de março a 20 de julho de 2001 em 94 capítulos, substituindo Coração selvagem e sendo substituída por Rosalinda.